# Asterix und der Kupferkessel
Asterix und der Kupferkessel (französischer Originaltitel: Astérix et le Chaudron) ist der 13. Asterix-Band und erschien 1972 auf Deutsch und 1969 im Original. Der Text stammt von René Goscinny, die Zeichnungen von Albert Uderzo.

## Handlung
Der Stammeshäuptling eines anderen gallischen Dorfes, Moralelastix, übergibt den Galliern einen Kupferkessel voller Sesterzen zur Verwahrung, damit er keine römischen Steuern zahlen muss. Asterix wird mit der Bewachung des Kessels beauftragt. Doch während Asterix sein Haus bewacht, wird durch ein Loch in der Rückwand der Inhalt des Kessels gestohlen. Da durch diesen Diebstahl die Ehre des Dorfes verletzt ist, wird Asterix aus dem Dorf verbannt.
So begibt er sich mit Obelix und Idefix auf die Reise, um das Geld wiederzubeschaffen oder auf andere Art und Weise den Kessel zu füllen. Nach dem Besuch eines römischen Lagers und einer Auseinandersetzung mit den gestrandeten Piraten, die ein Wirtshaus eröffnet haben, versuchen sie, auf dem Markt von Condate mit dem Verkauf von Wildschweinen Geld zu verdienen. Es folgen weitere erfolglose Versuche, unter anderem eine Rennwette, Schauspielerei und ein Banküberfall, bis sie sich entschließen, zu Moralelastix zu gehen, um wenigstens den Kessel zurückzugeben.
Auf dem Weg dorthin treffen sie den römischen Steuereintreiber, dessen Geld sie rauben. Asterix stellt anhand des Geruches nach Zwiebelsuppe fest, dass das Geld vom Steuereintreiber das Gleiche ist, welches zu Anfang im Kessel gewesen war. Er erkennt, dass Moralelastix das Geld selbst gestohlen hat, um damit seine Steuern zu zahlen und von den Galliern das Geld ersetzt zu bekommen. Es kommt zum Kampf mit Moralelastix, bei dem der Kessel mit dem Geld die Steilküste hinunter auf das zufällig vorbeifahrende Piratenschiff fällt. Nachdem Asterix seine Ehre und die des Dorfes wiederhergestellt hat, kehren er und Obelix ins Dorf zurück und es wird das obligatorische Fest gefeiert.

## Veröffentlichung
Die Erstauflage des Albums Le Chaudron erschien 1969 bei Dargaud als 13. Band der Asterix-Reihe. Die deutsche Erstauflage des Albums war 1972 in MV Comix, beim Ehapa Verlag. Mit der Neuauflage 2002 hat dieser Band ein neues Titelbild erhalten, das erstmals in den MV-Comix-Ausgaben 23/1969 bis 7/1970 zu sehen war.
Mit der Ausgabe 469 von Pilote vom 31. Oktober 1968 startete der Vorabdruck bis zur Ausgabe 491.